# Ławy (Białoruś)
Ławy (biał. Лавы, Ławy; ros. Лавы, Ławy) – dawna wieś na Białorusi, w obwodzie brzeskim, w rejonie kamienieckim, siedziba administracyjna sielsowietu Kamieniuki. Leży na skraju Puszczy Białowieskiej.
W latach 1921–1939 należały do gminy Białowieża, gdzie w 1933 roku wraz z wsiami Dworyszcze, Lackie i Sołoducha utworzyły gromady Ławy. Za II RP liczyły 15 mieszkańców.
Po II wojnie światowej włączone w struktury ZSRR.
Obecnie w miejscu dawnej wsi znajduje się zbiornik wodny ze sztuczną wyspą, pośrodku której znajduje się hotelik Domek Rybaka w Puszczy